# Sabana Grande de Boyá (ort)
Sabana Grande de Boyá är en ort i Dominikanska republiken.   Den ligger i provinsen Monte Plata, i den östra delen av landet, 50 km norr om huvudstaden Santo Domingo. Sabana Grande de Boyá ligger 291 meter över havet och antalet invånare är 16 834.
Terrängen runt Sabana Grande de Boyá är platt åt nordost, men åt sydväst är den kuperad. Runt Sabana Grande de Boyá är det ganska tätbefolkat, med 70 invånare per kvadratkilometer. Sabana Grande de Boyá är det största samhället i trakten. Omgivningarna runt Sabana Grande de Boyá är en mosaik av jordbruksmark och naturlig växtlighet.